# بخش شاهیوند
بخش شاهیوند به مرکزیت شهر چم پلک، یکی از بخش‌های سه گانهٔ شهرستان چگنی در استان لرستان ایران است.

## جمعیت
و براساس سرشماری مرکز آمار ایران در سال ۱۳۹۵، جمعیت آن ۱۴٬۸۵۱ نفر (۴٬۰۷۹ خانوار) بوده است.

## جاذبهٔ های دینی و مذهبی
یکی از جاذبه‌های مذهبی معروف بخش شاهیوند شهرستان چگنی، یک جلد قرآن خطی قدیمی مشهور به جلدسیاه (جَلسی) است که در منزل یکی از اهالی روستای درمره نگهداری می‌شود. مردم شاهیوند احترام زیادی برای مصحف جلدسیه قائلند و بدان سوگند می‌خورند. قدمت دقیق این نسخه طبق تحقیق محمد حسن‌پور گوهری (محقق نسخ خطی) به دورهٔ قاجاریه می‌رسد زیرا مطابق تاریخ مندرج در انتهای نسخه، در زمان سلطان فتحعلی شاه قاجار (متوفای ۱۲۵۰ق) در پانزدهم جمادی‌الثانی ۱۲۴۸ هجری قمری کتابت شده بوده است. قدمتی کمتر از دویست سال که ناقض باور مردم محلی مبنی بر انتساب آن به علی بن حسین است. سبک و خط نسخه نیز با آن ادعا در تضاد است. در حال حاضر چهارمین بخشدار این بخش مهندس علی داوودی می‌باشند.